# Gauliga Württemberg 1943/44
Die Gauliga Württemberg 1943/44 war die elfte und vorletzte Spielzeit der Gauliga Württemberg im Fußball. Die Meisterschaft gewann überraschend Neuling SV Göppingen um Torjäger Hermann Vetter (17 Tore) mit einem Punkt Vorsprung auf die Stuttgarter Kickers. Der SV Göppingen qualifizierte sich damit für die Endrunde um die deutsche Meisterschaft, wo er bereits in der ersten Runde an der Kriegsspielgemeinschaft Saarbrücken scheiterte. Aufgrund der Aufteilung der Gauliga in der Saison 1944/45 auf mehrere Staffeln gab es keine Absteiger.

## Abschlusstabelle
| Pl. | Verein                 | Sp. | S  | U | N  | Tore    | Quote | Punkte |
| --- | ---------------------- | --- | -- | - | -- | ------- | ----- | ------ |
| 1.  | SV Göppingen (N)       | 18  | 12 | 2 | 4  | 053:260 | 2,04  | 26:10  |
| 2.  | Stuttgarter Kickers    | 18  | 11 | 3 | 4  | 065:350 | 1,86  | 25:11  |
| 3.  | TSG Ulm 1846           | 18  | 9  | 4 | 5  | 053:280 | 1,89  | 22:14  |
| 4.  | VfB Stuttgart (M)      | 18  | 8  | 3 | 7  | 039:350 | 1,11  | 19:17  |
| 5.  | FV Zuffenhausen (N)    | 18  | 7  | 4 | 7  | 041:530 | 0,77  | 18:18  |
| 6.  | VfR Aalen              | 18  | 6  | 4 | 8  | 035:410 | 0,85  | 16:20  |
| 7.  | Union Böckingen        | 18  | 8  | 0 | 10 | 037:500 | 0,74  | 16:20  |
| 8.  | SV Feuerbach           | 18  | 5  | 4 | 9  | 044:550 | 0,80  | 14:22  |
| 9.  | SSV Reutlingen         | 18  | 7  | 0 | 11 | 041:570 | 0,72  | 14:22  |
| 10. | Sportfreunde Stuttgart | 18  | 4  | 2 | 12 | 032:600 | 0,53  | 10:26  |

| (M) | Titelverteidiger               |
| (N) | Aufsteiger aus der Bezirksliga |

## Aufstiegsrunde
Nach der Aufsplittung der Gauliga in der kommenden Spielzeit ist die Aufstiegsrunde überflüssig geworden, da alle noch spielfähigen Vereine in die oberste Spielklasse aufgenommen wurden. Ursprünglich qualifizierten sich nur die SpVgg 08 Schramberg und die Sportfreunde Esslingen.

### Gruppe I
| Platz | Verein               | Spiele | Tore  | Quote | Punkte |
| ----- | -------------------- | ------ | ----- | ----- | ------ |
| 1.    | SpVgg 08 Schramberg  | 6      | 18:12 | 1,50  | 9:3    |
| 2.    | Heilbronner SV 07    | 6      | 20:16 | 1,25  | 8:4    |
| 3.    | Stuttgarter SC       | 6      | 20:21 | 0,95  | 4:8    |
| 4.    | SpVgg 07 Ludwigsburg | 6      | 15:24 | 0,63  | 3:9    |

### Gruppe II
| Platz | Verein                     | Spiele | Tore  | Quote | Punkte |
| ----- | -------------------------- | ------ | ----- | ----- | ------ |
| 1.    | Sportfreunde Esslingen     | 8      | 32:10 | 3,20  | 12:40  |
| 2.    | 1. SSV Ulm                 | 8      | 22:12 | 1,83  | 12:40  |
| 3.    | Normannia Schwäbisch Gmünd | 7      | 23:15 | 1,53  | 10:40  |
| 4.    | FV Ravensburg              | 8      | 19:29 | 0,66  | 04:12  |
| 5.    | 1. FC Eislingen            | 7      | 07:37 | 0,19  | 00:14  |